# Leger van de Islam

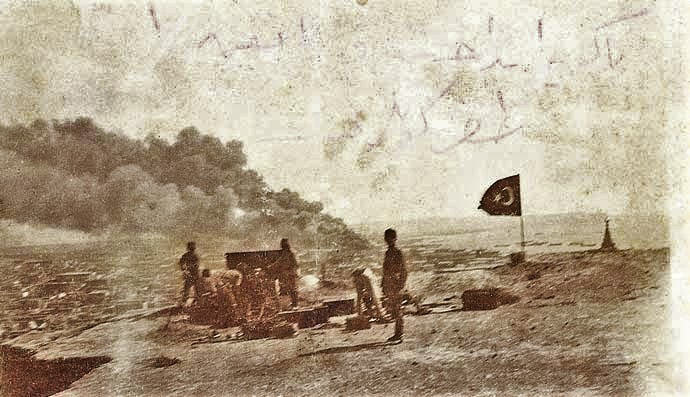
Ottomaanse artillerie beschiet Bakoe

Het Leger van de Islam was een militaire eenheid die werd opgezet op bevel van de Ottomaanse minister van Oorlog Enver Pasja (1881-1922) vanuit zijn ideaal van het panturkisme. De leiding van het legioen lag in handen van luitenant-generaal Nuri Pasja (1889-1949), de jongere broer van Enver. In tegenstelling tot de rest van het door Turken gedomineerde leger, die een groot aantal Duitse officieren had die in de praktijk veel zaken regelden, bestond deze eenheid volledig uit moslims, van wie het grootste deel Turks sprak. De grootte lag tussen de 14.000 en 25.000 man. Het doel van deze eenheid was het heroveren van gebieden die het Ottomaanse Rijk eerder in de Zuidelijke Kaukasus was kwijtgeraakt aan Rusland en het wilde de olievelden van Bakoe onder controle krijgen.
Er werd met opzet geen Duitse officieren toegelaten tot dit leger. Tegen het einde van 1917 had Enver Pasja namelijk geconcludeerd dat de Duitsers en de Turken geen gezamenlijke doelen meer hadden toen het Russische Rijk eenmaal was ingestort. Dit gevoel werd bevestigd door de voorwaarden van de Vrede van Brest-Litovsk, die zeer gunstig waren voor de Duitsers. Het idee was dat dit Leger van de Islam alleen naar Enver Pasja zou luisteren en niet naar de Duitsers. De pas opgerichte Democratische Republiek Georgië kwam met de Duitsers in het Verdrag van Poti van 28 mei 1918 militaire garanties overeen, wat de ambities van het leger van Pasja beperkte.
In weerwil van het vredes- en vriendschapsverdrag van Batoemi van 4 juni 1918 marcheerde het leger zonder veel tegenstand door de Republiek Armenië en de Democratische Republiek Azerbeidzjan naar Bakoe. De Britten stuurden daarop een kleine militaire eenheid onder het bevel van generaal Lionel Charles Dunsterville naar de stad Bakoe, die daar aankwam rond 4 augustus 1918. Een maand later trok dit Britse leger zich echter terug toen het geconfronteerd werd met een veel groter Ottomaans leger. De Ottomanen capituleerden in de Eerste Wereldoorlog door de Wapenstilstand van Mudros van 30 oktober 1918. Dit betekende ook de politieke val van Enver Pasja, waarna het Leger van de Islam snel uiteenviel.